# Paulo Mourão
Paulo Sardinha Mourão (Cristalândia, 9 de março de 1956) é um engenheiro agrônomo e político brasileiro, filiado ao Partido dos Trabalhadores (PT). Foi prefeito de Porto Nacional, deputado estadual e federal pelo estado do Tocantins.

## Dados biográficos
Filho de Celso Alves Mourão e Aldenora Sardinha Mourão. Formado em Agronomia em 1982 na Universidade Federal de Goiás, foi técnico agrícola na Cooperativa Mista Rural Lagoa Grande em Formoso do Araguaia. Sua carreira política começou após a criação do Tocantins onde foi eleito deputado federal pelo PDS em 1988 e reeleito pelo PDC em 1990. De volta ao PDS presidiu o diretório estadual e permaneceu no cargo até a extinção do partido em 1993. Votou favoravelmente à abertura do processo de impeachment do presidente Fernando Collor em 1992, foi reeleito em 1994 pelo PPR ingressando no PPB e no PSDB entre agosto e setembro de 1995 sendo reeleito em 1998.
Filiado ao PT, foi eleito prefeito de Porto Nacional em 2004 ao derrotar Vicentinho Alves que era candidato pelo PL. Durante sua gestão recebeu o "Prêmio Sebrae Prefeito Empreendedor" (2006 e 2008) e embora não tenha disputado a reeleição foi vencido ao disputar o mesmo cargo em 2012. Derrotado ao candidatar-se a senador em 2010 e 2018, elegeu-se deputado estadual em 2014.